# Сосей
Сосей (素性, прибл. 844 — 910), відомий також як Сосей-хоші (素性法師) — японський поет у жанрі вака та буддійський монах. Його відносять до тридцяти шести безсмертних поетів. Один із його віршів включено у відому антологію «Хякунін ішшю».
Його батько Хенджьо також був монахом і поетом, прилучившись до буддизму після смерті імператора Нінмьо у 850 році. Через кілька років після цього Сосей теж став монахом.